# Soli Deo Gloria (discográfica)
Soli Deo Gloria (SDG) es una compañía discográfica británica con sede en Londres, especializada en música clásica. Fue fundada en 2005 por John Eliot Gardiner.

## Historia
La compañía fue creada en 2005 por el director de orquesta británico John Eliot Gardiner. Surgió con el propósito de publicar las grabaciones del Coro Monteverdi así como otras agrupaciones musicales dirigidas por Gardiner. Se editaron grabaciones hechas durante el Bach Cantata Pilgrimage, que tuvo lugar en el año 2000. El nombre "Soli Deo Gloria" se extrae de las iniciales que Johann Sebastian Bach añade al final de cada una de sus cantatas, dedicándolas a la «solo para gloria de Dios». El sello es una organización sin ánimo de lucro.

## Grabaciones

### Bach
Gardiner mantuvo una exitosa colaboración con Deutsche Grammophon desde la década de 1980, pero la citada discográfica estaba deseando lanzar solamente un pequeño número de las cantatas de Bach que fueron grabadas en vivo en 2000. SDG se dispuso a lanzar una serie completa de CD de los conciertos de la Bach Cantata Pilgrimage. En octubre de 2005 su primer lanzamiento, Bach Cantatas, volumen 1 (SDG101), fue galardonado con el Premio Gramophone al álbum del año. En 2006 a instancias del Bach-Archiv Leipzig, SDG publicó la primera grabación de una nueva pieza descubierta de Bach, Alles mit Gott und nichts ohn' ihn, BWV 1127. En 2011, momento en el cual casi todas las cantatas de iglesia de Bach habían sido publicadas, la serie de la Bach Cantata Pilgrimage de SDG ganó el Premio Gramophone al logro especial.

### Otras
Además de la música de Bach, el sello desde su fundación ha publicado los esfuerzos paralelos de Gardiner y sus efectivos, como un CD titulado Camino de Santiago, que se grabó después de una gira de 2004 siguiendo el Camino de Santiago. En 2006 el sello ocupó los titulares con un CD de dos sinfonías de Mozart, grabado en vivo durante un concierto en Londres de Cadogan Hall y lanzado al final de esa noche.
En otoño de 2007 se llevaron a cabo las primeras grabaciones con la Orquesta de la Revolucionaria y Romántica, grabado en el Royal Festival Hall en Londres y en la Salle Pleyel en París durante el ciclo de conciertos «Brahms y sus antecedentes».
El primer lanzamiento de esta nueva serie tuvo lugar en septiembre de 2008 e incluyó la Sinfonía n.º 1 de Brahms junto con música de Mendelssohn.